# Kamenský ostrov

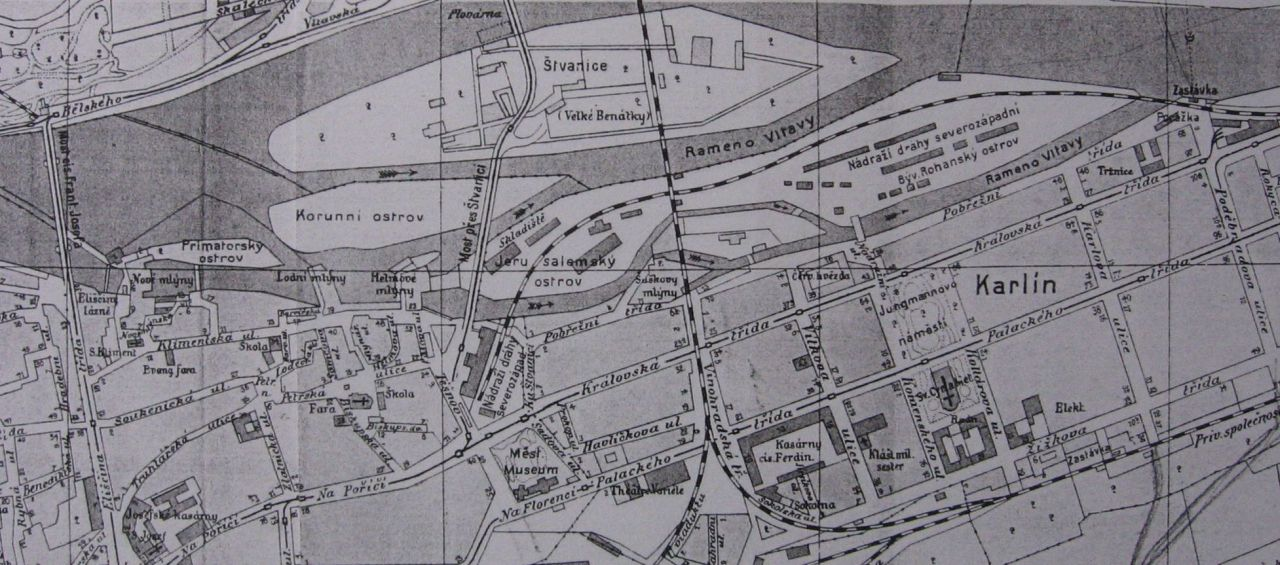
Vltava u Karlína kolem roku 1910

Kamenský ostrov je někdejší pražský vltavský ostrov, dnes část pražského Karlína.
Nacházel se při pobřeží zhruba v místech již rovněž zaniklé ulice U slepého ramene (na sever od dnešní Pobřežní ulice, větší částí území na západ od Negrelliho viaduktu). Neobvyklá poloha domu čp. 77 (Pobřežní 11) mimo uliční čáru naznačuje, že tato budova možná stála na východní špici Kamenského ostrova. Definitivně ostrov zanikl asi v letech 1920–1930.
Kamenský ostrov byl pojmenován již ve 14. století podle mlýna „Na Kameni“.
Od 16. století se mu říkalo rovněž Šaškovský ostrov podle zdejšího mlynáře Martina Šaška.

## Další názvy
- Šaškovský ostrov (podle majitele, duplicitně s Rohanským ostrovem)